# Тулуксак (Аљаска)
Тулуксак (енгл. Tuluksak) насељено је место без административног статуса у америчкој савезној држави Аљаска.

## Демографија
По попису из 2010. године број становника је 373, што је 55 (-12,9%) становника мање него 2000. године.
| Група             | 2000.     | 2010.     |
| Белци             | 22 (5,1%) | 15 (4,0%) |
| Афроамериканци    | 0 (0,0%)  | 1 (0,3%)  |
| Азијати           | 3 (0,7%)  | 0 (0,0%)  |
| Хиспаноамериканци | 0 (0,0%)  | 0 (0,0%)  |
| Укупно            | 428       | 373       |